# Batalla de Rafià
La batalla de Rafià, també coneguda com la Batalla de Gaza. El 22 de juny de 217 aC es va lliurar una batalla entre les forces de Ptolemeu IV Filopàtor, rei i faraó de l'Egipte i Antíoc III el Gran de l'Imperi selèucida durant les guerres síries. Va ser una de les batalles més grans dels regnes hel·lenístics i una de les batalles més grans del món antic. La batalla es va lliurar per determinar la sobirania de Cele Síria.

## Preludi
Els dos regnes hel·lenístics més grans del segle iii aC, l'Egipte i l'Imperi Selèucida, van lluitar repetidament pel control de Síria en una sèrie de conflictes coneguts com les guerres sirianes. La Quarta Guerra Siriana va començar el 219 aC, durant la qual l'Egipte va ser governat per Ptolemeu IV, i l'Imperi selèucida va ser governat per Antíoc III el Gran.
El 217 aC ambdós exèrcits estaven en campanya a través de Síria. Els exèrcits selèucides es van trobar prop de la petita ciutat siriana de Rafah. Antíoc va establir el seu campament a una distància de 10 (uns 2 km) i només 5 estadis (uns 1 km) del seu adversari. La batalla va començar amb una sèrie de petites escaramusses al voltant del perímetre de cada exèrcit. Una nit, Teòdot d'Etòlia, antic oficial de Ptolemeu, es va colar dins del campament i va arribar al que ell va suposar que era la tenda del rei per assassinar-lo; però estava absent i la trama va fracassar.

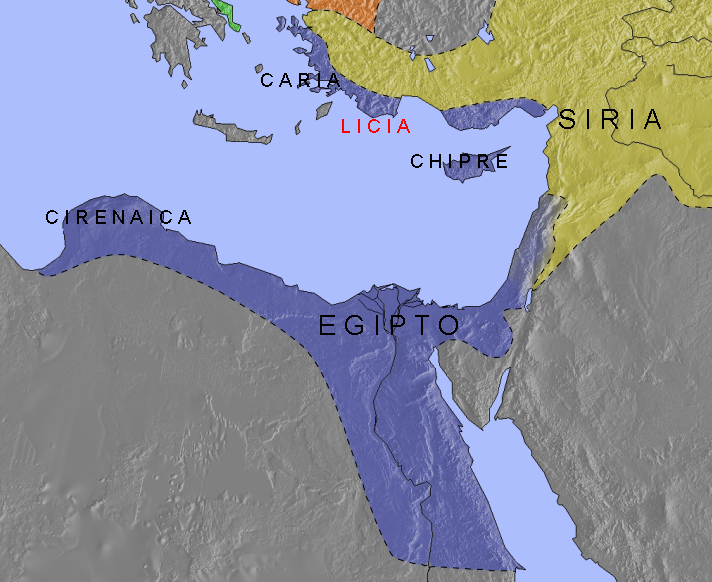
Repartiment de territori entre els dos imperis (200 AdC). Zona frontera: Llevant mediterrani.

## Forces

### Exèrcit selèucida
L'exèrcit d'Antíoc estava format per 5.000 Daae, carmanians, i Cilícia per Byttacus, 10.000 falangites (els Argirapòrides o Escuts de Plata) per Teòdot, l'home que havia traït Ptolemeu i havia lliurat gran part de Coele Síria i Fenícia a Antíoc, 20.000 falanges macedònies sota Nicarcus i Temerarius, 2.000 arquers perses i agrians sota Menedem d'Albanda, 5.000 medes, cissians, pedis, i carmans sota el comandament d'Aspasis, cretencs, 1.500 cretencs sota Euríloc, 1.000 cretencs sota Zelis i 1.000 cardaces sota Lisímac, la Gàl·lia.
Quatre mil cavalls sota Antípater, el nebot del rei i dos mil sota Temison van formar la cavalleria i 102 elefants de guerra de l'ètnia ària van marxar sota Felip i Miischos.

### Exèrcit Ptolemaic
Ptolemeu acabava d'acabar un pla de reclutament i reciclatge amb l'ajuda de molts generals mercenaris. Les seves forces estaven formades per 3.000 hipasistes sota Euríloc, 2.000 peltastes sota Sòcrates la Beòcia, 25.000 falangistes macedonis sota Andròmoc l'Aspendi i Ptolemeu, fill de Trasalés, i 8.000 mercenaris grecs sota Fòsidas l'Aquea, i 2.000 cretencs sota Cnòpies i 1.000 arquers neocretencs sota Filó el Cnossià. Va tenir uns altres 3.000 libis sota Ammoni el Barcià i 20.000 egipcis sota el seu primer ministre Sosibius entrenats a Macedònia. Aquests egipcis van ser entrenats per lluitar amb els macedonis. A part d'aquests, també va contractar 4.000 tracis i gals d'Egipte i altres 2.000 d'Europa sota el comandament de Dionís el Traci.
La seva Cavalleria Personal (tis aulis) comptava amb 700 homes i muntats a cavall local (egchorioi) i a cavall libi, uns altres 2.300 homes, havien estat assignats a les ordres del general Policrates d'Argos. Els de Grècia i els mercenaris van ser dirigits per Etxecrates el Tessali. La força de Ptolemeu va ser acompanyada per 73 elefants de l'estoc africà.
Segons Polibi, Ptolemeu tenia 70.000 soldats d'infanteria, 5.000 de cavalleria i 73 elefants de guerra i Antíoc 62.000 d'infanteria, 6.000 de cavalleria i 102 elefants.

## Elefants de Guerra

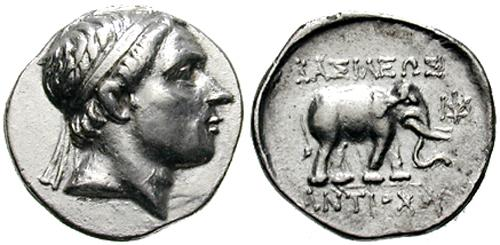
Moneda amb elefant. Antíoc III el Gran.

Aquesta és l'única batalla coneguda en la qual es van enfrontar elefants africans i asiàtics entre si. A causa de les descripcions de Polibi d'Antíoc d'elefants asiàtics (Elephas maximus), portats de l'Índia, ja que eren més grans i més forts que els elefants africans de Ptolemeu, s'havia teoritzat que els elefants de Ptolemeu eren, de fet, l'elefant africà de bosc (Loxodonta cyclotis), un parent proper de l'elefant africà de sabana (Loxodonta africana) - un elefant africà d'arbust que s'alçaria sobre un asiàtic, el que significa que l'elefant forestal més petit seria un millor ajust amb les descripcions de Polibi. No obstant això, investigacions recents sobre l'ADN han revelat que el més probable és que els elefants de Ptolemeu fossin de fet Loxodonta africana, tot i que se'ls va sacrificar d'una població d'elefants africans més diminutius que encara es troben avui a Eritrea. Una altra possibilitat és que Ptolemeu fes servir els elefants nord-africans actualment extints (Loxodonta africana faraoensis). Molt més petits que els seus cosins indis o de Bush, els membres d'aquesta subespècie eren normalment al voltant de 8 peus d'alçada a l'espatlla. Malgrat l'origen, segons Polibi, els elefants africans de Ptolemeu no podien suportar l'olor, el so i la vista dels seus homòlegs indis. La mida més gran i força dels indis van derrotar fàcilment als africans.

## Batalla
Després de cinc dies d'escaramusses, els dos reis van decidir organitzar les seves tropes per a la batalla. Ambdós col·locaven els falangites al centre. Al costat d'ells van atacar a la lleugera armada i als mercenaris davant dels quals van col·locar els seus elefants i encara més a les ales la seva cavalleria. Van parlar amb els seus soldats, van prendre els seus llocs en les línies - Ptolemeu a la seva esquerra i Antíoc a la seva ala dreta - i la batalla va començar.
Al principi de la batalla, els contingents d'elefants sobre les ales dels dos exèrcits es van moure per carregar. Els diminutius elefants africans de Ptolemeu es van retirar en pànic abans de l'impacte amb els indis més grans i van córrer a través de les línies d'infanteria amistosa que anaven darrere seu, causant desordre en les seves files. Alhora, Antíoc havia conduït la seva cavalleria a la dreta, cavalcant més enllà de l'ala esquerra dels elefants que carregaven el cavall enemic. Llavors es van enfrontar les falanges i selèucida. No obstant això, mentre Antíoc tenia els argiràpids, els macedonis de Ptolemeu van ser reforçats per la falange egípcia. Al mateix temps, l'ala dreta de Ptolemeu es retirava i rodava per protegir-se dels elefants de pànic. Ptolemeu va anar al centre animant la seva falange a atacar, Polibi ens diu "amb promptitud i esperit". Les falanges i selèucides es van enfrontar en una lluita rígida i caòtica. A l'extrema dreta, la cavalleria de Ptolemeu estava encaminant els seus oponents.
Antíoc va derrotar el cavall contra ell i va perseguir a l'enemic fugint en massa, creient haver guanyat el dia, però finalment van fer retrocedir les falanges selèucides i aviat Antíoc es va adonar que el seu judici era equivocat. Antíoc va intentar tornar, però quan va tornar, les seves tropes van ser derrotades i ja no es van poder reagrupar. La batalla havia acabat.
Després de la batalla, Antíoc volia reagrupar-se i acampar fora de la ciutat de Rafià, però la majoria dels seus homes ja havien trobat refugi a l'interior i, per tant, es va veure obligat a entrar ell mateix. Després va marxar a Gaza i va demanar a Ptolemeu la treva habitual per enterrar els morts, que se li va concedir.
Segons Polibi, els selèucides van patir una mica menys de 10.000 morts d'infanteria, uns 300 cavalls, i 5 elefants, i 4.000 homes van ser fets presoners. Les pèrdues van ser de 1.500 infants, 700 cavalls i 16 elefants. La majoria dels elefants dels selèucides van ser capturats pels ptolemeus.

## Conseqüències
La victòria de Ptolemeu va assegurar la província de Celesíria per Egipte, però només va ser un respir; a la batalla de Panium el 200 aC, Antíoc va derrotar l'exèrcit del jove fill de Ptolemeu, Ptolemeu V Epífanes i va recuperar Cele Síria i Judea.
Ptolemeu degué la seva victòria en part per tenir una falange egípcia nativa ben equipada i entrenada, que per primera vegada formà una gran proporció de la seva falange, acabant així amb els seus problemes de mà d'obra. La confiança en si mateixa que els egipcis van guanyar va ser atribuïda per Polibi com una de les causes de la secessió entre el 207 i el 6 de l'Alt Egipte sota els faraons Hugnaphor i Ankhmakis, que van crear un regne separat que va durar gairebé vint anys.
La batalla de Raphia va marcar un punt d'inflexió en la història. L'element natiu egipci en l'administració i cultura del segle II va créixer en influència, impulsada en part pels egipcis havent tingut un paper important en la batalla i en part per les pressions financeres sobre l'estat agreujades [9] pel cost de la guerra mateixa. L'estela que va registrar la convocatòria de sacerdots a Memfis el novembre del 217, per donar gràcies per la victòria va ser inscrita en grec i jeroglífic i demòtic egipci: [10] en ell, per primera vegada, es dona a Ptolemeu honors faraònics complets tant en grec com en els textos egipcis; posteriorment això es va convertir en la norma.
Alguns comentaristes bíblics veuen aquesta batalla com la que es refereix a Daniel 11:11, on diu: "Llavors el rei del Sud marxarà en ràbia i lluitarà contra el rei del Nord, que aixecarà un gran exèrcit, però serà derrotat."